# 尻垂坂
尻垂坂（しりたれさか）は、富山県の富山市（旧新川郡）西新庄にあった坂。元亀3年（1572年）9月初旬の上杉謙信と加賀一向一揆・越中一向一揆連合との合戦の古戦場として知られる（尻垂坂の戦い）。現在は当地に坂はなく、平地である。これは尻垂坂は、びや川（現在の琵琶川。ただし流路は合戦当時と異なる）の堤の登り口にあった坂であり、川の流路変更により堤が除去されたためである。
なお、石川県の金沢市にも同名の坂がある。